# Мускоз

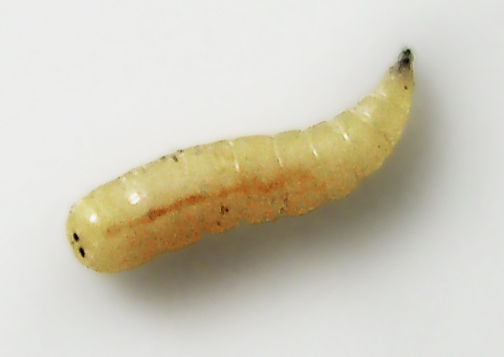
Личинка Musca domestica — опарыш.

Мускоз (Muscosis) — миаз, вызванный паразитированием личинок мух рода Musca.

## Этиология
Возбудитель — Комнатная муха Musca domestica (Linnaeus, 1758) (сем. Muscidae, отр. Diptera) является синантропным животным. 
Длина тела взрослого насекомого составляет 6-8 мм. Взрослые мухи являются переносчиком болезней, особенно кишечных инфекций, а также яиц гельминтов, например габронемоза. 
Самка за раз откладывает 70—120 белых, около 1,2 мм в длину яиц. Всего за свою жизнь муха может отложить от 600 до 2000 и даже более 9000 яиц в зависимости от климатических условий. Развитие яйца занимает от 8 до 50 часов. Это насекомые с полным превращением. Личинки комнатных мух имеют длину до 13 мм, белого цвета, безногие, со стороны ротового отверстия заострённые, сзади усечённой формы. Живут в испражнениях, других гниющих полужидких средах. 
Через 3—25 дней и после трёх линек, личинка отползает в сухое прохладное место и превращается в куколку, образуя пупарий (отставшая и затвердевшая оболочка личинки). Фаза куколки длится от 3 дней. Взрослые насекомые живут обычно от двух недель до месяца, но могут доживать и до двух месяцев. Через 36 часов после выхода из куколки они уже способны к размножению. За год сменяется от 9 до 20 поколений комнатных мух. Зимуют как личинки и куколки, так и взрослые оплодотворённые самки.

## Патогенез
Личинки Musca domestica могут паразитировать в кишечнике, мочеполовой системе, коже, во рту и в носовой полости. Заражение происходит при попадании яиц и  личинок возбудителя в организм человека.
При назальном миазе возникает носовое кровотечение, появляется неприятный запах из носа. Личинки обнаруживаются с помощью эндоскопии и удаляются, носовая полость обрабатывается.  
При оральном миазе наблюдается лихорадка, зловонное дыхание, на нёбе — опухоль, из которой вытекал гной и личинки. Могут опухнуть губы, возникнуть отёк, затруднение жевания. Лечение заключается в удалении личинок пинцетом под анестезией.
При мочеполовом миазе поражается мочевые пути, пузырь, влагалище. Из влагалища исходит неприятный запах, гнойные выделения, личинки. Возникает зуд. Лечение: удаление личинок.
Кожное поражение встречается у больных кожными повреждениями. Известен кожный миаз у человека, больного педикулёзом, у которого одновременно паразитировали личинки трёх видов мух: Chrysomya megacephala (см. Хризомиаз), Sarcophaga (Liopygia) ruficornis (см. Саркофагоз) и Musca domestica. Возникли болезненные высыпания на коже. Лечение: удаление личинок с помощью щипцов и вазелина.
При кишечном миазе могут возникнуть желудочно-кишечные расстройства, понос, боль в животе, кровавая рвота, ректальное кровотечение, потеря веса, лихорадка. Болезнь может протекать и бессимптомно. Возможны такие симптомы как бледность, желтуха, увеличение лимфатических узлов. В кале обнаруживаются личинки М. domestica. Гистопатологические исследования ректальной биопсии указывают умеренное увеличение воспалительных клеток. Лечение: назначение противонематодозных средств (см. Нематодозы). 
При плохой гигиене может возникнуть миаз пупка. При этом наблюдался зуд в пупке, зловоние из него, отхождение личинок. Лечение заключается в удалении личинок и обработки повреждённых тканей.

## Другие виды рода Musca
Анальный миаз вызывают личинки Musca Nebulo. На болезнь указывают сильные боли в анальной области.
Musca sorbens (распространена в тропиках и субтропиках) переносит возбудителей глазных и кишечных инфекционных и инвазионных болезней, например трахомы.
Musca amica, Musca convexifrans, Musca larvipora являются переносчиками телязиоза.